# Sabe ou Não Sabe (Brasil)
Sabe Ou Não Sabe foi um game show brasileiro exibido pela Rede Bandeirantes, que estreou em 6 de janeiro de 2014.
O programa teve uma pré-estréia no dia 5 de janeiro de 2014, mas oficialmente estreou no dia seguinte e era exibido de segunda a sexta.
Com base em um formato da emissora israelense Dori Media, o programa foi apresentado por André Vasco.

## O programa
O programa era inteiramente gravado nas ruas do Brasil. Quando um participante topava jogar, ele era submetido a uma série de perguntas, mas ele deveria escolher uma pessoa que respondesse por ele. Seguindo as instruções do apresentador André Vasco, às vezes o participante tinha que encontrar quem soubesse a resposta e, outras vezes, quem não sabia.
Para chegar ao prêmio de R$ 3 mil, o participante passava por seis perguntas: a primeira valendo R$ 500, a segunda R$ 750, a terceira R$ 1 mil, a quarta R$ 1.250 e a quinta R$ 1.500. Se o jogador tivesse sucesso na quinta pergunta, ele podia parar e levar o dinheiro para casa. Se ele topasse o desafio da sexta e última pergunta, o prêmio dobrava. Caso a pessoa escolhida não tivesse sucesso, o participante perdia tudo.
Durante todo o jogo - inclusive na última pergunta - o participante tinha direito a uma "ligação de emergência" caso a pessoa escolhida não tivesse dado a resposta correta. Ele podia ligar para um amigo ou parente seu para ajudá-lo em uma resposta, mas se a pessoa escolhida não atendesse ao telefonema, o jogador não teria direito a uma segunda chamada e pararia de jogar.
O programa teve uma pré-estreia em 5 de janeiro de 2014 por volta das 20h e no dia seguinte teve sua estreia no horário regular de segunda a sexta, às 14h15.

## Fim do programa
Em dezembro de 2014, a Bandeirantes, em processo de corte de custos, decretou o fim do programa e a interrupção das gravações. As edições inéditas foram exibidas até 30 de janeiro de 2015, sendo substituído pela série iCarly.